# Lajos

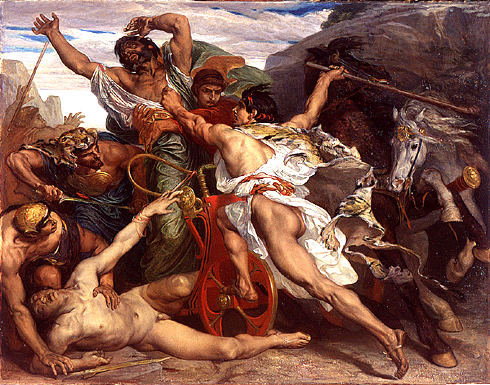
Obraz ukazujący zabójstwo Lajosa przez Edypa autorstwa Josepha Blanca

Lajos – w mitologii greckiej król Teb, syn Labdakosa, mąż Jokasty i ojciec Edypa.
Lajos ściągnął klątwę na ród. Był raz u króla Pelopsa i uwiódł jego syna. Kiedy go jednak porzucił, chłopak popełnił samobójstwo. Wyrocznia delficka przepowiedziała Lajosowi, że dziecko Jokasty zostanie jego zabójcą i ożeni się z własną matką. Gdy Jokasta powiła chłopca, któremu później nadano imię Edyp, Lajos kazał przebić gwoździem nogi syna i porzucić go w górach niedaleko Koryntu. Odnalezionego Edypa wychowała królewska para z Koryntu – Polibos i Meropa. Przepowiednia spełniła się, kiedy Edyp spotkał na drodze Lajosa i przez sprzeczkę zabił swego ojca.
Inny mit opowiada o Lajosie, jako pierwszym greckim pederaście, który zapałał namiętnością do Chryzipposa (lat 14) – syna Pelopsa i Aksjoche, porwał go i zmusił do cielesnego obcowania, a potem zostawił go na pustkowiu. Hera, chcąc ukarać Lajosa, zesłała na jego miasto Sfinksa.